# Maniola haberhaueri
Maniola haberhaueri är en fjärilsart som beskrevs av Otto Staudinger 1886. Maniola haberhaueri ingår i släktet Maniola och familjen praktfjärilar. Inga underarter finns listade i Catalogue of Life.